# 蒲生竜哉
（がもう たつや、1965年9月27日 - ）は、日本のライト文芸作家。男性。東京都出身。現在はTeapotノベルスにて活動中。

## 略歴
『メイド・エスコート』で第1回Teapotノベルス第1回オール書籍化コンテスト大賞を受賞。受賞作を『冥土♰エスコート』に改題してTeapotノベルスからデビュー。

## 人物
- 暁星学園から国際基督教大学に進学。その後富士通を経たのち外資系IT企業に勤務する傍ら執筆活動を続けている。
- 英語に堪能。日本語と同じレベルで英語を解する。
- 自身が被害に遭ったこともあり、インターネット詐欺を熟知している。
- かつては朝からビールを飲むほどの酒好きであったが、とある事件がきっかけで酒を断つ。
- 猫好き。現在もロロと名付けた猫一匹と居住中。自身のインスタグラムをニャンスタグラムと呼称している
- 基本的にはものぐさである。そのため、「片付けるのが面倒」という理由で自宅にはほとんど物を持たない。
- ネットワークの広さには定評があり、コンタクトしたい人物には必ずコンタクトできると豪語している。
- 行動力が旺盛であり、イラク日本人人質事件の際には人質になった同窓生に自身のネットワークを駆使してインスタントうどんを４箱送ることに成功している。
- アイコンは自分のサインを図形化したもの。Twitterアイコンにも反映されている。
- 香川照之とは同窓生。
- 近年はClubhouse (アプリケーション)で積極的に発信している。
- デビュー前に津原泰水の講座を受講[6]。「お師匠様」との発言も見られる[7]。

## 作品一覧
- 『魔法で人は殺せない』（幻冬舎）ISBN 9784344925502
- 『魔法で人は殺せないⅡ』ISBN 9798750490967
- 『魔法で人は殺せないⅢ』ISBN 9798751901158
- 『魔法で人は殺せないⅣ』（ISBN 9798757005287
- 『ブラッディ・ローズ』（NOTE）
- 冥土♰エスコート（Teapotノベルス）ISBN 9784910330174
- ねこのおまじない（NOTE）
- Underworld Escort ISBN 9784802079303
- ねこのお葬式（https://kakuyomu.jp/works/16817330660800077591）

## 受賞歴
- Teapotノベルス第1回オール書籍化コンテスト大賞[8]
- スニーカー文庫《俺のラノベ》コンテスト “笑える話”部門 特別賞[9]
- カクヨムプライベートコンテスト Vol.03 特別賞[10]